# Episodi di The Flash (terza stagione)
La terza stagione di The Flash, composta da ventitre episodi, è stata trasmessa in prima visione assoluta negli Stati Uniti d'America da The CW dal 4 ottobre 2016 al 23 maggio 2017.
In Italia la stagione è stata trasmessa dal 3 gennaio al 24 giugno 2017 su Italia 1.
L'ottavo episodio è la seconda parte del mega-crossover diviso in tre parti con la quinta stagione di Arrow e la seconda stagione di Legends of Tomorrow mentre, l'episodio Duetto è il crossover musicale con l'episodio 16, chiamato Music Meister, della seconda stagione di Supergirl.
L’antagonista principale è Savitar, anche se fino al sesto episodio il cattivo principale è Dottor Alchemy.
| n. | Titolo originale                   | Titolo italiano                | Prima TV USA     | Prima TV in Italia |
| -- | ---------------------------------- | ------------------------------ | ---------------- | ------------------ |
| 1  | Flashpoint                         | Flashpoint                     | 4 ottobre 2016   | 3 gennaio 2017     |
| 2  | Paradox                            | Dottor Alchemy                 | 11 ottobre 2016  | 10 gennaio 2017    |
| 3  | Magenta                            | Magenta                        | 18 ottobre 2016  | 17 gennaio 2017    |
| 4  | The New Rogues                     | I nuovi nemici                 | 25 ottobre 2016  | 24 gennaio 2017    |
| 5  | Monster                            | Il mostro                      | 1º novembre 2016 | 31 gennaio 2017    |
| 6  | Shade                              | L'ombra                        | 15 novembre 2016 | 7 febbraio 2017    |
| 7  | Killer Frost                       | Killer Frost                   | 22 novembre 2016 | 14 febbraio 2017   |
| 8  | Invasion!                          | Invasione!                     | 29 novembre 2016 | 21 febbraio 2017   |
| 9  | The Present                        | Il presente                    | 6 dicembre 2016  | 28 febbraio 2017   |
| 10 | Borrowing Problems From the Future | Plunder                        | 24 gennaio 2017  | 7 marzo 2017       |
| 11 | Dead or Alive                      | Vivo o morto                   | 31 gennaio 2017  | 25 marzo 2017      |
| 12 | Untouchable                        | Intoccabile                    | 7 febbraio 2017  | 1º aprile 2017     |
| 13 | Attack on Gorilla City 1           | Attacco a Gorilla City         | 21 febbraio 2017 | 8 aprile 2017      |
| 14 | Attack on Central City 2           | Attacco a Central City         | 28 febbraio 2017 | 15 aprile 2017     |
| 15 | The Wrath of Savitar               | La collera di Savitar          | 7 marzo 2017     | 22 aprile 2017     |
| 16 | Into the Speed Force               | Dentro la Forza della Velocità | 14 marzo 2017    | 29 aprile 2017     |
| 17 | Duet                               | Duetto                         | 21 marzo 2017    | 6 maggio 2017      |
| 18 | Abra Kadabra                       | Abra Kadabra                   | 28 marzo 2017    | 13 maggio 2017     |
| 19 | The Once and Future Flash          | Flash eterno                   | 25 aprile 2017   | 20 maggio 2017     |
| 20 | I Know Who You Are                 | So chi sei                     | 2 maggio 2017    | 27 maggio 2017     |
| 21 | Cause and Effect                   | Causa ed effetto               | 9 maggio 2017    | 10 giugno 2017     |
| 22 | Infantino Street                   | Infantino Street               | 16 maggio 2017   | 17 giugno 2017     |
| 23 | Finish Line                        | La linea del traguardo         | 23 maggio 2017   | 24 giugno 2017     |

## Flashpoint
- Titolo originale: Flashpoint
- Diretto da: Jesse Warn
- Scritto da: Greg Berlanti e Andrew Kreisberg

### Trama
Sono passati tre mesi da quando Barry ha deciso di salvare sua madre: Eobard è rinchiuso in una cella e sostiene che ci saranno a breve delle conseguenze serie, nonostante ora Barry sia felice. Barry e Iris non si conoscono, infatti le chiede di uscire con una scusa banale. Ora ci sono due velocisti che si stanno sfidando: uno in tuta gialla (chiamato dalla polizia "Flash") e l'altro in tuta nera, Rival. A casa Allen tutto procede per il verso giusto, e Barry ha un felice rapporto con i genitori, e anche al lavoro tutto va bene, eccetto per il fatto che sono alcuni giorni che il detective Joe West si reca in ritardo al lavoro: infatti di sera beve parecchi alcolici e si addormenta sul divano.
Mentre Barry è all'appuntamento con Iris, ha delle visioni sul suo passato con lei; poco dopo però i due si dividono alla notizia che Flash sta combattendo contro Rival. Durante il combattimento Flash cade privo di sensi in un cassonetto, e Barry, togliendogli la maschera, scopre che si tratta di Wally. I due si recano così al quartier generale di Flash (un appartamento) e lì ad aspettarli si trova Iris, molto sorpresa; non sapendo come sconfiggere Rival, Barry si offre di aiutarli e insieme poi si recano da Cisco, un multimilionario e si rifiuta di aiutare di nuovo il gruppo. Mentre Barry tenta di convincerlo, ha di nuovo delle visioni: si reca quindi da Eobard, per chiedergli spiegazioni e quest'ultimo dice che è l'effetto Flashpoint, ovvero i suoi ricordi stanno svanendo poco a poco, e più usa la velocità, più in fretta si dimentica.
Barry si reca nei laboratori di Cisco e si rivela a tutti come Flash, spiegando anche l'effetto che ha generato salvando sua madre. Dopo avere ricomposto il team, Barry e Wally sfidano Rival, che rivela il suo nome: Edward Clariss. Wally rimane ferito gravemente e Barry ha una visione mentre si scontra, così Rival riesce a sopraffarlo creando due vortici d'aria. Incoraggiato da Iris, Barry dissolve i vortici d'aria e sconfigge Rival, poi sul posto arriva Joe che spara al criminale uccidendolo.
Barry intanto si rende conto di avere commesso un errore a salvare sua madre e chiede a Eobard di aiutarlo a sistemare la situazione, per cui decide di liberarlo e di tornare con lui indietro nel tempo, in modo tale che uccidendo Nora la linea temporale si sistemi. Tornato a casa trova Wally e Joe e tutto sembra essere tornato alla normalità, finché scopre che Iris è andata via perché ha avuto problemi con Joe, per cui si chiede quali altre conseguenze ci siano.
Intanto l'Edward Clariss di questa realtà sente una voce che lo chiama e sul vetro dello specchio della sua camera da letto si formano delle crepe che compongono la scritta "Alchemy".
- Guest star: Matt Letscher (Eobard Thawne/Anti-Flash), John Wesley Shipp (Henry Allen), Michelle Harrison (Nora Allen), Todd Lasance (Edward Clariss/Rival), Alex Desert (Capitano Julio Mendez)
- Ascolti USA: telespettatori 3 130 000[2]
- Ascolti Italia: telespettatori 1 240 000 – share 4,88%[3]

## Dottor Alchemy
- Titolo originale: Paradox
- Diretto da: Ralph Hemecker
- Scritto da: Aaron Helbing e Todd Helbing

### Trama
Barry si reca a Star City da Felicity per raccontarle cosa è successo dopo avere salvato sua madre; le racconta anche di come le cose siano molto diverse da come le aveva lasciate, soprattutto di come siano cambiati i rapporti che aveva con i suoi amici e la sua famiglia. Joe e Iris non si parlano dato che lei non lo ha mai perdonato per non avergli detto la verità su sua madre, Barry ha un nuovo collega, il fratello di Cisco, Dante, è morto investito da un uomo che guidava in stato di ebbrezza e lui non ha perdonato Barry che si è rifiutato di tornare indietro nel tempo per salvarlo, John Diggle ha un figlio.
Su consiglio di Felicity, Barry prova a sistemare i rapporti, così organizza una cena con tutti; al lavoro c'è un nuovo caso riguardante i metaumani ma il collega di Barry, Julian Albert Desmond, non vuole alcun aiuto da parte sua, infatti Barry è costretto a rubare un campione di membrana dalla scena.
Barry scopre sorprendentemente che c'è anche Edward Clariss, cioè Rival, nel suo mondo e si ricorda tutto riguardante l'altra realtà e l'alterazione della linea temporale, i due hanno uno scontro che culmina alla pari.
Caitlin scopre che le membrane appartengono a un velocista, in particolare Clariss, e Iris intuisce che Barry nasconde qualcosa nonostante quest'ultimo non voglia dire niente e fugge via. Barry vorrebbe resettare la linea del tempo per cercare di fare tornare tutto come prima, ma finisce nel 1998, anno in cui incontra un altro Flash, più precisamente il doppelgänger di suo padre, Jay Garrick. Quest'ultimo gli spiega le dinamiche dei viaggi temporali, avendone compiuti anche lui, e fa capire a Barry che la linea temporale, una volta alterata da troppi viaggi, non tornerà più quella di prima.
Barry, dopo essere tornato ai laboratori S.T.A.R., racconta a tutti la verità e sembra che i rapporti tra tutti siano tornati alla normalità.
Grazie all'aiuto dell'odiato collega, scopre dove si trova Rival e corre ad affrontarlo, tuttavia allo scontro si presenta anche Alchemy, un personaggio misterioso che ha ridato la velocità a Rival, che colpisce Barry ripetutamente, così da agevolare Rival nella vittoria. Alchemy afferma che vuole "preparare il mondo" e che al tal fine sta donando potere a persone come Clariss. Quando ormai Barry sta per essere sconfitto, interviene Cisco come Vibe e insieme sconfiggono Rival. Barry capisce che Alchemy sta donando i poteri ai soggetti che nella linea temporale alternativa li avevano, come Clariss, infatti sono state rinvenute altre membrane di pelle come quella di Clariss, che probabilmente appartengono ai nuovi soggetti a cui Alchemy ha dato i poteri. Nel frattempo Caitlin si accorge che inizia a sviluppare alcuni poteri mentre Barry e Iris si baciano. Julian si confronta con Barry dicendogli che è consapevole che aveva rubato un campione della membrana, affermando che la ragione per cui Barry non gli è mai piaciuto è per via dei suoi palesi segreti.
Nella scena finale, Clariss, nella cella della prigione, sente la voce di Alchemy affermare che ha fallito il suo obiettivo e viene aggredito e ucciso da uno strano individuo invisisibile con un'armatura.
- Guest star: Emily Bett Rickards (Felicity Smoak), Tom Felton (Julian Albert), John Wesley Shipp (Jay Garrick/Flash), Todd Lasance (Edward Clariss/Rival)
- Ascolti USA: telespettatori 2 800 000[4]
- Ascolti Italia: telespettatori 1 138 000 – share 4,18%[5]

## Magenta
- Titolo Originale: Magenta
- Diretto da: Armen V. Kevorkian
- Scritto da: Judalina Neira e David Kob

### Trama
Barry ha un appuntamento con Iris ed è molto ansioso al riguardo. Durante la cena, nonostante Barry avesse promesso di lasciare la velocità da parte, sia lui sia Iris ricevono un messaggio da Cisco per cui decidono di andare via. Il motivo per cui Cisco li ha chiamati con urgenza è perché ai laboratori S.T.A.R. si è aperta una lacerazione e sta arrivando qualcuno: sono Wells e Jesse, venuti da Terra 2 per chiedere aiuto a Barry in quanto Jesse è diventata una velocista dopo che è stata colpita dalla materia oscura. Caitlin li conduce nel laboratorio della velocità, e Wells comprende subito che Barry ha viaggiato nel tempo in quanto quel laboratorio non esisteva prima.
Frankie è una ragazzina maltrattata dal padre adottivo, e per questo, dopo avere affermato che Frankie è andata via, lo ferisce colpendolo con un lampione con la sola forza della mente. Al commissariato, Joe le fa qualche domanda sull'accaduto, e la ragazzina riferisce di avere perso i sensi e di non ricordarsi nulla. Julian e Barry capiscono che il colpevole dell'incidente potrebbe essere un metaumano, Barry è dell'opinione che si tratti di qualcuno con una superforza ma Julian giustamente fa notare data l'angolatura della piegatura del lampione che è impossibile. Julian ha dei sospetti su Frankie, per cui, con la scusa di prenderle ancora dell'acqua, porta via il bicchiere per analizzare il DNA, con elementi compatibili con quello di Clariss, quindi Barry comprende che Frankie era un metaumano nell'altra linea temporale che lui generò, e come Clariss deve avere ricevuto i poteri della sua controparte da Alchemy. Julian, dopo avere capito che la ragazzina è il metaumano che ha ferito il padre adottivo, aggredisce verbalmente Frankie nei corridoi della centrale, scatenando Magenta, i cui poteri si basano sull'esercitare potere magnetico sui metalli; la sua personalità malvagia aggredisce Julian ma Barry lo salva e insegue Magenta, la quale attacca anche lui dicendogli che non vuole alcun aiuto.
Al laboratorio le analisi su Jesse risultano tutte nella normalità, ma Wells nutre ancora dei dubbi al riguardo e non vorrebbe che usasse i suoi poteri, per cui cerca di dissuaderla dall'essere una velocista. Wally invece non ha ricevuto alcun potere e sembra essere amareggiato per questo motivo, per cui Joe lo sostiene moralmente. Jesse racconta a Wally di come ha sbloccato i suoi poteri latenti, ovvero durante una situazione di pericolo, per cui anche quest'ultimo tenta di darsi un impulso nella speranza di diventare un velocista rischiando di farsi investire da un'auto ma viene salvato da Jesse. Barry sottopone al gruppo il caso di Magenta, e Caitlin scopre che la ragazza soffre di dissociazione e di personalità multiple, ciò è dovuto al fatto che la Magenta altri non è che la personalità della sua controparte nella realtà alternativa, per questo motivo Frankie non ricordava di avere aggredito il padre adottivo. Iris va in ospedale per parlare con il padre di Frankie, e presto si accorge che Magenta sta cercando di ucciderlo di nuovo lanciando una nave cisterna sull'ospedale. Barry corre sul posto per cercare una soluzione, e riesce a evitare la caduta della nave grazie alla formazione di una corrente d'aria ascensionale, ma non è sufficiente; Wells incoraggia la figlia ad andare ad aiutare Barry quindi prende il suo posto fermando la cisterna mentre Barry trova il tempo di parlare con Frankie e riesce a convincere Magenta che non deve uccidere tutte quelle persone, poi la aiutano a trovare una nuova casa. Wells dona a sua figlia una tuta da velocista prendendo la decisione di restare su Terra 1 ancora per un po'.
Joe mostra a Barry e Julian un video in cui si vede la morte di Clariss in prigione, per mano di qualcosa di invisibile e veloce.
- Guest star: Tom Felton (Julian Albert), Violett Beane (Jesse Wells), Joey King (Frankie Kane/Magenta), Peter Flemming (John Kane), Kathryn Dobbs (Karen Kane)
- Ascolti USA: telespettatori 2 670 000[6]
- Ascolti Italia: telespettatori 1 179 000 – share 4,50%[7]

## I nuovi nemici
- Titolo originale: The New Rogues
- Diretto da: Stefan Pleszczynski
- Scritto da: Benjamin Raab e Deric A. Hughes

### Trama
Tre anni prima: Leonard Snart è alle prese con Sam Scudder, un suo complice che però gli è di intralcio dato che con il suo modo di fare attira troppo l'attenzione, quindi Snart decide di uccidere sia lui che la fidanzata Rosalind. Dopo una colluttazione Snart spinge Scudder contro uno specchio frantumandolo ma in quel momento l'acceleratore di particelle dei laboratori S.T.A.R. esplode e la materia oscura colpisce Rosalind e Scudder: quest'ultimo scompare mentre Snart scappa.
Dopo tre anni lo specchio viene riaggiustato e Scudder ne esce, infatti era intrappolato lì; per lui è come se non fosse nemmeno passato il tempo, decide quindi di vendicarsi di Snart cercandolo, dando la caccia ai suoi complici, ma senza successo, infatti non lo troverà (dato che al momento sta viaggiando nel tempo dopo essere entrato a fare parte della squadra di Rip Hunter). Jesse esce con Wally e lo bacia, però lui, pur ricambiando i suoi sentimenti, si tira indietro sapendo che prima o poi lei tornerà su Terra-2 e quindi non vuole affezionarsi a lei. Per Barry e Iris è difficile portare avanti una relazione dato che vivono sotto lo stesso tetto di Joe, il quale fa fatica a vederli insieme a casa sua: il tutto sfocia in scene molto imbarazzanti tra i tre.
La squadra cerca di catturare Scudder, quindi Joe va dalla sua ex, Rosalind, in prigione in cerca di informazioni insieme al procuratore Cecille Horton; anche Rosalind è un metaumano, lei ha il potere di fare venire le vertigini alle persone, poi arriva Scudder e con i suoi poteri la fa evadere. Barry e la sua squadra capiscono che Scudder ha il potere di viaggiare attraverso le superfici riflettenti trasformandole in wormhole. Barry e Jesse affrontano Scudder e Rosalind: quest'ultima fa cadere Jesse da un grattacielo con i suoi poteri, ma Barry la salva, abbassando così la guardia e permettendo a Scudder di intrappolarlo nella dimensione delle superfici riflettenti. Jesse si sente in colpa, ma Wally la bacia e la tira su di morale dicendole che lei è destinata a essere un supereroe. Barry comunica con la squadra tramite uno specchio, nel frattempo Cisco e Wells usano sullo specchio un deceleratore molecolare congelandolo permettendo a Barry di passare attraverso il vetro tornando nella sua dimensione. Barry e Jesse affrontano ancora Scudder e Rosalind, quest'ultima viene battuta da Jesse mentre Barry intrappola Scudder in un cerchio di specchi e lui non riesce ad attraversarli a causa dell'effetto Droste.
Barry comunica a Joe e Iris che si trasferirà in una casa tutta sua, mentre il procuratore Horton invita Joe a uscire con lei, ma il detective declina l'invito. Wells e Jesse decidono che è tempo di tornare su Terra-2, ma prima la squadra decide di fare entrare nel gruppo un "nuovo" Harrison Wells in sostituzione dell'altro, quindi Cisco con i suoi poteri apre un portale per il Multiverso e Wells manda un messaggio criptato a tachioni, poi iniziano a provinare tutti gli Harrison Wells delle altre terre che sono riusciti a decriptare il messaggio e l'unico che attira in qualche modo la loro curiosità è l'Harrison Wells di Terra-19, al quale offrono la possibilità di venire su Terra-1 a combattere i metaumani, e lui accetta. Cisco abbraccia Wells dicendogli che lui sarà sempre l'"unico Harrison Wells" per loro, poi torna su Terra-2 insieme a Jesse ma non prima di informare Cisco su una stranezza: era impossibile che il deceleratore molecolare potesse congelare il vetro alla giusta temperatura, affermando che è stato qualcos'altro a congelare lo specchio: infatti senza che nessuno se ne accorgesse era stata Caitlin a congelare il vetro con i suoi poteri.
Tornata a casa Caitlin si fa la doccia finché non si accorge che l'acqua si è trasformata in ghiaccio: è stata lei con i suoi poteri, poi esce dalla doccia e si guarda allo specchio e nota che i suoi capelli stanno diventando bianchi come quelli della sua controparte di Terra-2, Killer Frost.
- Guest star: Wentworth Miller (Leonard Snart/Captain Cold), Violett Beane (Jesse Wells), Danielle Nicolet (Cecile Horton), Grey Damon (Sam Scudder/Mirror Master), Ashley Rickards (Rosalind Dillon/Top)
- Ascolti USA: telespettatori 2 800 000[8]
- Ascolti Italia: telespettatori 1 179 000 – share 4,50%[9]

## Il mostro
- Titolo originale: Monster
- Diretto da: Kim Milles
- Scritto da: Zack Stentz

### Trama
Barry, che non ha ancora trovato casa, si sistema temporaneamente da Cisco, inoltre ha un richiamo disciplinare da parte di Julian per via dei suoi ritardi, dei lavori lasciati a metà, e delle continue violazioni ai regolamenti, ma il capitano Singh decide di passarci sopra facendo però tenere presente a Barry che deve rispettare anche lui le regole. Un mostro gigante si aggira per le strade di Central City, poi a un tratto scompare. Barry e la squadra indagano sulla faccenda e scoprono che al passaggio della creatura i trasformatori esplodevano, ciò significa che si nutre di elettricità. Cisco nota che l'Harrison Wells di Terra-19 ha qualcosa di strano perché butta giù delle idee che però è Cisco a realizzare oltre al fatto che finge di conoscere certi argomenti quando è palese che si limita solo a ripetere ciò che dice lui. Cisco e Barry indagano e scoprono che lui non è uno scienziato, infatti Wells ammette che su Terra-19, pur essendo a capo dei laboratori S.T.A.R. non è un ricercatore, ma solo il testimonial, a lui vengono le idee che però sono gli scienziati che lavorano per lui a mettere in pratica, rivelando che è stato un suo dipendente a tradurre il messaggio criptato ai tachioni. Le cose per lui si stavano mettendo male su Terra-19 quindi ha accettato volentieri di venire su Terra-1 per un progetto, ovvero scrivere un romanzo e prendere degli spunti. Barry propone un accordo a Julian: lascerà il laboratorio e si trasferirà in un magazzino così non gli darà fastidio. Barry chiede a Julian per quale ragione prova astio per i metaumani, lui gli spiega che non c'è nulla di personale ma che trova ingiusto che il destino abbia dato a quella gente dei poteri e che la maggior parte di loro scelga di usarli per atti criminali, tradendo anche una certa invidia, infatti ammette che avrebbe voluto anche lui dei poteri ma per usarli a fin di bene. Barry e la squadra capiscono che il mostro in realtà è un ologramma: la polizia lo accerchia ma Flash li ferma perché sarebbero potuti morire nel fuoco incrociato dato che i proiettili lo avrebbero attraversato. Julian trova la persona che ha creato l'ologramma con il computer e gli spara, ma Flash lo salva dato che era solo un ragazzino, poi Julian lo arresta. Joe rimprovera il ragazzo, il quale, stufo delle prese in giro dei suoi compagni di scuola, voleva terrorizzare la città per sentirsi più forte, ma Joe gli fa tenere presente che per colpa di questo stupido scherzo qualcuno poteva morire e che dovrà affrontare le conseguenze di ciò che ha fatto. Wells convince la squadra a rimanere nel gruppo perché in fondo può dare un punto di vista diverso dal loro che può tornare utile. Julian cambia idea e chiede a Barry di rimanere nel laboratorio con lui, ammettendo anche che forse potrebbe rivalutare la sua opinione sui metaumani dato che Flash gli ha impedito di fare uno sbaglio salvando quel ragazzino; Barry lo invita a bere qualcosa con lui e Julian accetta, a dimostrazione del fatto che forse potrebbero diventare amici.
Caitlin va da sua madre, Carla Tannhauser, una ricercatrice di successo a capo di una sua ditta, per un aiuto: lei infatti vuole capire come controllare i suoi poteri. Carla è incredibilmente sorpresa nel vedere le capacità della figlia, ma il suo assistente Nigel, stufo di lavorare per Carla, vede in Caitlin la possibilità di fare carriera, quindi cerca di sottoporla contro la sua volontà ad altri esperimenti, ma la ragazza, diventando aggressiva e spietata, congela il braccio di Nigel, poi interviene Carla che aiuta la figlia a calmarsi dicendole di andarsene mentre lei si occuperà di Nigel. Tornata a Central City, Caitlin comunica in video-chat con Carla che le spiega che deve astenersi dall'usare i poteri altrimenti sarà sempre più difficile per lei controllarsi.
- Guest star: Tom Felton (Julian Albert), Susan Walters (dottoressa Carla Tannhauser), Patrick Sabongui (capitano David Singh), Thomas Cadrot (Nigel), Isaiah Lehtinen (ragazzo dell'ologramma)
- Ascolti USA: telespettatori 2 770 000[10]
- Ascolti Italia: telespettatori 1 027 000 – share 3,84%[11]

## L'ombra
- Titolo originale: Shade
- Diretto da: JJ Makaro
- Scritto da: Emily Silver e David Kob

### Trama
Un nuovo metaumano di Alchemy, chiamato l'Ombra, inizia a mietere vittime a Central City. Intanto Wally inizia a fare sogni sulla vita che conduceva nella linea temporale alternativa che aveva creato Barry, dove lui era Kid Flash, parlandone a famiglia e amici, i quali capiscono che Alchemy vuole dargli i poteri come a tutte le altre persone che ne erano in possesso nella linea temporale alternativa, dato che pure Frankie prima di ricevere i poteri da Alchemy sognava Magenta nell'altra realtà. Joe fa capire a Wally che il fatto che sia Alchemy a volergli dare i poteri non fa presagire nulla di buono.
Il procuratore Cecile va a trovare Barry e Julian al laboratorio informandoli che da ora si occuperanno solo dei casi in cui sono coinvolti i metaumani, poi arriva Joe e Barry non può fare a meno di notare che lui e la procuratrice sono molto intimi, infatti Joe ammette di averle chiesto di uscire. Caitlin confessa a Cisco di essere un metaumano, facendogli vedere i suoi poteri, poi gli chiede due cose: di non dirlo a nessuno, e di usare i suoi poteri per vedere il suo futuro. Lui lo fa ma le dice che non ha visto nulla di preoccupante.
Joe e Cecile vanno al cinema drive in insieme a Cisco, Caitlin e Wells (quest'ultimo si presenta con l'aspetto del suo ex socio Randolf Morgan usando un ricostruttore facciale, dato che l'Harrison Wells di quella realtà è considerato un criminale) ma Caitlin, avendo capito che Cisco le aveva mentito quando ha visto il suo futuro, gli chiede di essere onesto. Cisco ammette di avere visto lui mentre combatteva contro l'amica ma aggiungendo che non sempre le sue visioni si rivelano esatte. Poi arriva l'Ombra e a quel punto interviene Flash; infine Cisco, accendendo i lampioni e i fanali delle auto lì presenti, fa sì che la luce indebolisca l'Ombra mentre Caitlin gli mette le speciali manette dei laboratori S.T.A.R. catturandolo.
Il gruppo discute sulla faccenda e Joe fa notare che le membrane di epidermide che sono state rinvenute, che appartengono alle persone a cui Alchemy ha dato i poteri di cui erano in possesso nella linea temporale che aveva creato Barry, erano sei: alcune di esse appartenevano a Clariss, Frankie e all'Ombra, quindi ci sono ancora altri tre metaumani che lavorano per Alchemy. Cisco, facendo arrabbiare Caitlin, confessa a tutti che lei è un metaumano: Barry spiega all'amica che probabilmente è colpa sua, perché quando ha resettato la linea temporale permettendo a Eobard di uccidere Nora, non tutto è tornato esattamente come prima (come la morte del fratello di Cisco) e probabilmente il fatto che Caitlin abbia i poteri di Killer Frost è un'altra conseguenza del cambiamento temporale causato da Barry.
Wally si offre volontario per fare da esca e catturare Alchemy, dato che quest'ultimo è interessato a lui. Barry, Joe e la squadra S.W.A.T. seguono Wally, che raggiunge il covo di Alchemy facendogli credere che vuole i poteri che aveva nell'altra realtà creata da Barry, ma poi interviene Flash e la polizia; all'improvviso arriva uno strano supervelocista (la stessa persona che aveva ucciso Clariss) che mette fuori combattimento la S.W.A.T. mentre Wally tocca la misteriosa pietra di Alchemy, che lo rinchiude in un bozzolo. Il misterioso supervelocista, che indossa una strana armatura, stranamente viene visto solo da Barry, mentre agli occhi degli altri appare invisibile: lui riesce a sopraffare facilmente Flash e si presenta a lui con il nome di Savitar, il "dio della velocità", che si appresta a uccidere Barry.
- Guest star: Tom Felton (Julian Albert), Danielle Nicolet (Cecile Horton), Adam Bergquist (Randolf Morgan), Mike McLeod (l'Ombra)
- Ascolti USA: telespettatori 3 010 000[12]
- Ascolti Italia: telespettatori 932 000 – share 3,34%[13]

## Killer Frost
- Titolo originale: Killer Frost
- Diretto da: Kevin Smith
- Scritto da: Judalina Neira, Andrew Kreisberg e Brooke Roberts

### Trama
Flash e Savitar si affrontano per tutta Central City con la loro supervelocità, ma Savitar riesce a sopraffarlo dimostrandosi enormemente più forte del velocista scarlatto. Poi arrivano Caitlin e Cisco, giunti sul luogo grazie a un portale aperto da quest'ultimo con i suoi poteri, e Caitlin usa su Savitar la criocinesi costringendolo alla fuga. Come aveva previsto sua madre, Caitlin usando il suo potere ha perso il controllo di sé e ora la personalità di Killer Frost ha la meglio. Wally è ancora intrappolato nel bozzolo; Joe consiglia di farlo uscire, ma Barry e gli altri lo sconsigliano non potendo immaginare quali sarebbero le conseguenze.
Caitlin va alla stazione di polizia e rapisce Julian, portandolo in un magazzino di surgelati e costringendolo a elaborare un algoritmo per trovare i discepoli di Savitar, sperando che possano portarla da Alchemy nella speranza che quest'ultimo le tolga i poteri. Julian manda un messaggio con il computer alla stazione di polizia, però Flash li anticipa e parla con Caitlin, la quale mette in evidenza il suo egoismo dato che a suo dire sono sempre gli amici di Barry a fare le spese dei suoi errori. Tra l'altro, sapendo che Cisco sta ascoltando la conversazione dalla videocamera, gli rivela ciò che Barry le aveva detto, ovvero che Dante non doveva morire e ciò è successo perché Barry, quando aveva provato a porre rimedio alla linea temporale alternativa resettandola, generò qualche cambiamento, tra cui l'ingiusta morte del fratello di Cisco. Arrivata la polizia Flash porta in salvo Caitlin, la quale scappa ferendo Barry alla gamba.
Ai laboratori S.T.A.R. Cisco rimprovera pesantemente Barry dopo la rivelazione, ma adesso devono accantonare le loro divergenze per trovare l'amica; Cisco la rintraccia a casa di uno dei discepoli di Savitar, che le rivela che il loro maestro, conosciuto anche come il "signore oscuro", sta preparando il mondo per un grande cambiamento: lui fece vedere ai suoi discepoli il futuro, e Caitlin ne farà parte come Killer Frost. Cisco raggiunge l'amica e inizia a combattere contro di lei, come nella sua visione, poi interviene Barry, anche se non riesce ancora a combattere al meglio per via della ferita alla gamba; Caitlin lo bacia e assorbe da lui calore corporeo, ma Cisco la colpisce con un'onda vibrante mettendola al tappeto.
Caitlin viene rinchiusa in una cella dei laboratori. Nel frattempo Joe, andando contro gli avvertimenti della squadra, fa uscire Wally dal bozzolo con l'aiuto di Wells. Il giovane si è trasformato in un supervelocista, ma sembra non avere nessun controllo dei suoi poteri, quindi scappa via. Dato che solo Caitlin conosce un modo per aiutarlo Barry la fa uscire dalla sua cella dandole la possibilità di ucciderlo, ma lei non lo fa a dimostrazione del fatto che è ancora una brava persona. Caitlin sintetizza una sostanza che permetterà a Wally di stabilizzare i suoi poteri; Joe capisce che è andato nella vecchia casa della madre, quindi Barry lo raggiunge e gli inietta il composto sintetico. Wally ora ha la padronanza dei suoi poteri ed è felicissimo, ma Cisco non è pronto a perdonare Barry. Quest'ultimo va da Julian e gli chiede di non denunciare Caitlin, lui accetta ma pretende una condizione: Barry deve dare le sue dimissioni dalla scientifica dato che ha messo l'amicizia davanti al dovere e alla giustizia. Joe e Iris si oppongono ma Barry accetta perché in fondo gli dà ragione, tra l'altro per lui il lavoro non è importante come le persone che ama.
Alla fine dell'episodio Savitar va da Julian: quest'ultimo tiene nascosto il costume di Alchemy, ciò vuol dire che Julian e Alchemy in realtà sono la stessa persona.
- Guest star: Tom Felton (Julian Albert/Alchemy), Greg Grunberg (Tom Patterson), Lisa MacFadden (Anne), Blair Penner (Craig), Taylor St. Pierre (seguace di Savitar)
- Ascolti USA: telespettatori 2 950 000[14]
- Ascolti Italia: telespettatori 1 058 000 – share 4,24%[15]

## Invasione!
- Titolo originale: Invasion!
- Diretto da: Dermott Downs
- Scritto da: Greg Berlanti, Andrew Kreisberg, Aaron Helbing e Todd Helbing

### Trama
Barry e Cisco (con i poteri di quest'ultimo) tornano da un'altra dimensione con Kara, alias Supergirl, che nella sua realtà è un'aliena del pianeta Kripton, per aiutarli a combattere una minaccia; inoltre giungono anche le Leggende (Mick Rory, Sara Lance, Martin Stein, Jax Jackson e Ray Palmer) e tra l'altro Barry ha reclutato Oliver Queen e Diggle dopo averli salvati da Vigilante, e inoltre anche Thea si unisce al team. Lo scopo è quello di sconfiggere una razza aliena chiamata Dominatori dopo che alcune delle loro astronavi sono atterrate sulla Terra, di cui una a Central City. Lyla rivela che già in passato, nel 1951, gli alieni giunsero sulla Terra rapendo umani allo scopo di studiarli, ma il governo americano insabbiò la cosa; anche Kara ammette di conoscere la loro fama visto che in passato vennero su Kripton portando morte e distruzione. Felicity nota che Cisco è molto ostile nei confronti di Barry, quindi le confessa ciò che ha fatto, tra l'altro Stein e Jax danno al velocista scarlatto (che Oliver ha nominato leader del gruppo) un messaggio che una versione futuristica dello stesso Barry aveva dato a Rip: fra quarant'anni il futuro sarà disastroso, e Barry afferma che non bisognerà fidarsi di nessuno, compreso lui. Barry capisce che questo terribile futuro deve essere un altro risultato del suo errore, confessando alla sua squadra che era tornato indietro nel tempo per salvare sua madre creando una linea alternativa che però ha cancellato resettando il tempo, ma con alcuni cambiamenti, come la mancata nascita di Sara, la figlia di Diggle; quest'ultimo si arrabbia, lo stesso vale anche per le Leggende il cui scopo è proprio evitare alterazioni nella linea temporale. I Dominatori rapiscono il Presidente degli Stati Uniti, quindi la squadra va a salvarlo ma impongono a Barry il veto di non seguirli, e Oliver per solidarietà rimane con lui. La squadra trova il Presidente in un magazzino ma i Dominatori lo disintegrano, poi usano la loro tecnologia sulla squadra dominando le loro menti. Barry rimprovera se stesso per la sua irresponsabilità, ma Oliver lo invita a non essere troppo severo perché anche lui se avesse avuto l'opportunità di salvare i suoi genitori l'avrebbe colta al volo. La squadra, sotto il controllo dei Dominatori, raggiunge i laboratori S.T.A.R., quindi Oliver e Barry li affrontano; anche Wally con i suoi poteri prende parte alla lotta ma viene tramortito da Supergirl. Cisco e Felicity trovano il congegno che manipola le loro menti in una miniera di sale, quindi Barry attira lì Supergirl e con un astuto stratagemma fa sì che lei lo distrugga, quindi tutti riprendono la padronanza di sé. Iris e Joe rimproverano Wally per avere partecipato allo scontro, loro infatti non sostengono il suo desiderio di emulare Barry ritenendolo troppo pericoloso, ma Wells al contrario vede in lui del potenziale quindi, all'insaputa di tutti, lo invita a farsi addestrare. I Dominatori catturano Oliver, Thea, Sara, Ray e Diggle con un teletrasporto.
L'episodio è un cross-over e prosegue su Arrow stagione 5 episodio 8 (Invasione!) e termina su Legends of Tomorrow stagione 2 episodio 7 (Invasione!).
- Guest star: Stephen Amell (Oliver Queen/Green Arrow), Melissa Benoist (Kara/Supergirl), Brandon Routh (Ray Palmer/Atom), Caity Lotz (Sara Lance), Dominic Purcell (Mick Rory/Heat Wave), Emily Bett Rickards (Felicity Smoak), Willa Holland (Thea Queen), Victor Garber (Martin Stein), Franz Drameh (Jax Jefferson), David Ramsey (John Diggle), Audrey Marie Anderson (Lyla Michaels), Christina Brucato (Lily Stein), Donnelly Rhodes (Smith), Jerry Wasserman (Presidente degli Stati Uniti)
- Ascolti USA: telespettatori 4 150 000[16]
- Ascolti Italia: telespettatori 1 323 000 – share 4,97%[17]

## Il presente
- Titolo originale: The Present
- Diretto da: Rachel Talalay
- Scritto da: Aaron Helbing, Todd Helbing (soggetto); Lauren Certo (sceneggiatura)

### Trama
Quattro anni prima: Julian si trova in un sito archeologico nella Valle dell'Indo: lui e il resto della squadra trovano uno scrigno antico che Julian decide di aprire quasi come se fosse stregato dal suo contenuto.
Tutti si preparano a festeggiare il Natale; intanto Wells addestra Wally, la cui velocità ormai supera persino quella di Barry. La squadra cerca di indagare su Alchemy e sulla pietra che usa per dare i poteri a coloro che li possedevano nella linea temporale alternativa creata da Barry, e trovano un articolo su Internet sulla leggendaria Brahmasta, una pietra magica: tra l'altro l'articolo è stato redatto da Julian. Barry va a trovarlo al lavoro e gli chiede cosa sappia sulla Brahmasta e su Savitar. Julian gli rivela che la Brahmasta è quella che secondo le leggende veniva chiamata Pietra Filosofale mentre Savitar è il primo metaumano della storia che abbia avuto il dono della supervelocità.
Iris informa Barry di avere fatto alcune ricerche: sembra che Julian prese parte a una spedizione archeologica quattro anni fa, di cui fu l'unico sopravvissuto. Barry, usando la supervelocità, va su Terra-3 e aiuta Jay Garrick a catturare il Trickster di quella realtà, e gli chiede di aiutarlo contro Savitar. I due supervelocisti vanno su Terra-1; Jay è piuttosto sorpreso nell'apprendere che Barry si è fatto nemico Savitar affermando che conosce bene la sua fama, sembra infatti che nel corso del tempo abbia viaggiato tra le varie terre per conquistarle e il suo modus operandi è sempre lo stesso: ogni volta che cerca di conquistare una Terra si avvale dell'aiuto di un araldo che mette in piedi un esercito di metaumani che possa servirlo, e Barry capisce che in questo caso si tratta di Alchemy. Jay rivela a Barry che Savitar è il più potente dei supervelocisti e che nessuno può competere alla pari con lui.
Alchemy decide di amplificare il potere della Pietra Filosofale, ma poi arrivano Barry e Jay che cercano di fermarlo; sopraggiunge Savitar, quindi Jay lo affronta tenendolo occupato anche se il nemico ha facilmente la meglio contro di lui, mentre Barry mette Alchemy al tappeto e mette la Pietra Filosofale nello scrigno trovato da Julian nella spedizione di quattro anni fa, che pare bloccare il potere della pietra, che è legata a Savitar, infatti dopo avere chiuso la Pietra Filosofale nello scrigno Savitar scompare prima di potere dare a Jay il colpo di grazia. Barry toglie la maschera a Alchemy che si rivela essere Julian, il quale viene chiuso in una cella dei laboratori. Julian sembra non avere ricordo di ciò che ha fatto, quindi Cisco e Caitlin azzardano l'ipotesi che forse lui non ha atto di essere Alchemy. Flash si toglie la maschera davanti a Julian il quale rimane sconcertato nell'apprendere che Barry è il velocista scarlatto.
Julian afferma che non aveva idea di essere Alchemy e che Savitar lo manipolava, tutto ebbe inizio quattro anni fa quando trovò la Pietra Filosofale all'interno dello scrigno nella spedizione archeologica. Cisco sente la voce di Dante che gli dice che tornerà da lui se aprirà lo scrigno, quindi Cisco lo fa e Savitar fa irruzione nei laboratori S.T.A.R. e affronta Barry, poi arriva Wally e i due lo affrontano insieme ma il dio dei velocisti è troppo forte. Caitlin convince Cisco a chiudere lo scrigno facendogli capire che quella non era la voce di Dante ma quella di Savitar, e quest'ultimo scompare. Joe è arrabbiato per come Wally si è intromesso nello scontro, tra l'altro Wally gli rivela che Wells lo ha addestrato. Wells spiega a Joe che se non darà fiducia a Wally lui andrà a cercarla altrove.
Il team Flash applica a Julian un congegno con il quale comunicare con Savitar, infatti il signore oscuro parla attraverso Julian dicendo loro che Barry, nel futuro, lo sconfiggerà intrappolandolo nell'Infinito, e che lui può viaggiare nella loro dimensione solo con il potere della Pietra Filosofale. Savitar rivolgendosi ai presenti (Barry, Joe, Iris, Cisco, Caitlin, Wally e Wells) rivela alcuni particolari sul loro futuro dicendo che uno di loro li tradirà, un altro morirà, e infine un altro ancora patirà pene peggiori della morte. Per impedire a Savitar di giungere ancora nel loro mondo bisogna disfarsi della Pietra Filosofale che purtroppo non può essere distrutta, quindi Barry e Jay combinano la loro velocità per accedere alla Forza della Velocità lasciando lì la pietra e lo scrigno tenendoli al sicuro. Però Barry senza volerlo viene catapultato nel futuro di cinque mesi, e lì vede Savitar uccidere Iris. Jay giunge sul posto e riporta Barry nel presente; Barry ammette che è stata la prima volta che ha viaggiato nel futuro, e Jay gli spiega che nessun supervelocista dovrebbe farlo perché conoscere il futuro è pericoloso, ma che quello era solo un possibile futuro e che può cambiarlo.
Jay torna su Terra-3, mentre la squadra festeggia il Natale a casa West, invitando anche Cecile e Julian: quest'ultimo dice a Barry che se vuole può tornare a lavorare al laboratorio della scientifica dato che il suo licenziamento non è mai stato formalizzato; Barry apprezza molto il gesto. Cecile e Joe si baciano, inoltre Joe regala a Wally la tuta di Kid Flash decidendo di sostenerlo permettendogli di essere un supereroe. Barry fa una sorpresa a Iris: le fa vedere la sua nuova casa intestata a entrambi, i due poi si baciano.
- Guest star: Mark Hamill (Jesse James di Terra-3/Trickster), Tom Felton (Julian Albert/Alchemy), John Wesley Shipp (Jay Garrick/Flash), Nicholas Gonzalez (Dante Ramon), Danielle Nicolet (Cecile Horton)
- Ascolti USA: telespettatori 3 140 000[18]
- Ascolti Italia: telespettatori 940 000 – share 3,52%[19]

## Plunder
- Titolo originale: Borrowing Problems from the Future
- Diretto da: Millicent Shelton
- Scritto da: David Kob e Grainne Godfree

### Trama
Barry, mentre è a letto con Iris, continua a fare incubi su Savitar; inoltre inizia ad addestrare Wally come Kid Flash, facendolo venire in missione con lui, ma la comunità non vede Wally come un vero eroe. Wells desidera portare a termine il suo progetto, ovvero riaprire al pubblico i laboratori S.T.A.R. così che possano essere una vera copertura per ciò che Barry e i suoi amici fanno veramente lì.
Barry deve vedersela con un nuovo criminale che sta rapinando una gioielleria, Jared Morillo, ricercato anche a Star City: lui fa uso di uno speciale fucile a ultrasuoni. Flash lo affronta ma poi rammenta il viaggio nel tempo che fece nel futuro dove Savitar uccideva Iris, infatti lì venne menzionato a un telegiornale proprio Morillo. A causa di questa distrazione Morillo tramortisce Flash con il fucile e scappa. Dato che Wells è uno scrittore di romanzi di fantascienza, avendo anche scritto un'avventura fittizia su un viaggio nel futuro, Barry gli chiede se il futuro può essere cambiato. Wells gli spiega che ci sono due correnti di pensiero sull'argomento: una sostiene che il futuro è mutevole e che può essere cambiato mentre l'altra dice che ogni nostra azione (anche quelle volte al fine di cambiare gli eventi) porta invece alla loro creazione, dando vita al "destino", aggiungendo anche che lui è più d'accordo con la seconda.
Flash affronta ancora Morillo il quale usa un fucile con proiettili intelligenti cerca-calore, quindi Barry pur evitandoli viene seguito da essi, ma riesce a neutralizzarli; poi si appresta a catturare Morillo, ma ripensando al viaggio che fece nel futuro rammenta che nel notiziario venne data la notizia che Flash aveva catturato Morillo quindi, per cambiare il futuro dove Iris finirebbe morta, decide di lasciare scappare il criminale. Interviene però Wally, che lo cattura arrestandolo. Barry rimprovera Wally, anche se nessuno capisce perché si comporti così.
Le manette speciali dei laboratori S.T.A.R. create da Cisco, che dovrebbero inibire i poteri di Caitlin impedendole di trasformarsi in Killer Frost, non funzionano tanto bene, quindi Caitlin propone a Julian di unirsi alla squadra e di trovare una soluzione. Alla serata di inaugurazione dell'apertura dei laboratori S.T.A.R. non viene quasi nessuno, e questo fa cadere nello sconforto Wells, poi arriva Julian che informa Barry della proposta di Caitlin: lui non approva ma la ragazza gli spiega che il suo aiuto potrebbe servire.
Barry rivela a Iris che viaggiando nel futuro ha visto Savitar ucciderla, infatti la porta nella stanza dell'AI di Eobard Thawne che sta proiettando l'articolo di giornale che in futuro verrà scritto da Iris: "Flash scompare durante la crisi". Il futuro sta già cambiando perché ora l'articolo è firmato da un'altra giornalista (Julie Greer). Iris si mette a piangere ma Barry le dice che cambierà gli eventi, informando la squadra della cosa, a eccezione di Joe.
Wells spiega al team che provando a cambiare il futuro si potrebbe invece provocare un effetto domino che potrebbe farlo avverare e che per salvare Iris bisogna capire quali eventi porteranno alla sua morte facendo i giusti cambiamenti. Con una speciale apparecchiatura Cisco e Barry proiettano le loro menti al 23 maggio 2017, la data in cui Iris verrà uccisa. I due vedono che insieme a Barry, Savitar e Iris c'è pure Wells: l'altra volta non era così, e ciò vuol dire che il futuro sta cambiando anche se Iris muore ugualmente. Lì vicino c'è una TV che trasmette il TG locale; Barry e Cisco prendono nota di alcuni titoli: Morillo verrà arrestato da Flash, Joe riceverà un riconoscimento dal dipartimento di polizia, Killer Frost tornerà a essere una minaccia, un gorilla assedierà Central City e i laboratori S.T.A.R. chiuderanno.
Purtroppo Morillo evade dal carcere quindi Barry è costretto a catturarlo, ma così facendo si avverrà ciò che è stato profetizzato nel futuro: quindi, per cambiare gli eventi, dovrà essere Wally a catturare il criminale. Alla fine Kid Flash, con l'aiuto di Barry, combatte contro Morillo e lo sconfigge catturandolo davanti ai cittadini di Central City, che lo acclamano riconoscendo finalmente Kid Flash come un eroe. Wells vede che il numero di visitatori dei laboratori S.T.A.R. è aumentato, infatti Cisco e Caitlin hanno dato al preside della scuola elementare locale dei biglietti a prezzo scontato, così i bambini verranno a vedere i laboratori e ci sarà buona pubblicità, e questo rende Wells contento.
Iris e Barry fanno una festa di inaugurazione della nuova casa invitando Cisco, Caitlin, Joe, Wells, Wally e Julian: quest'ultimo, con l'aiuto di Cisco, crea un nuovo inibitore di poteri per Caitlin alimentato a energia solare che potrà indossare come pendente.
Nella scena finale dell'episodio, una donna esce da un portale dimensionale giungendo su Terra-1; sembra che il suo obiettivo sia trovare Wells.
- Guest star: Tom Felton (Julian Albert), Jessica Camacho (Gypsy), Greg Grunberg (Tom Patterson), Stephen Huszar (Jared Morillo/Plunder), Olena Medwid (Olga), Faye Kingslee (Pellegrina)
- Ascolti USA: telespettatori 2 720 000[20]
- Ascolti Italia: telespettatori 878 000 – share 3,47%[21]

## Vivo o morto
- Titolo originale: Dead or Alive
- Diretto da: Harry Jierjian
- Scritto da: Benjamin Raab e Deric A. Hughes (soggetto); Zack Stentz (sceneggiatura)

### Trama
Gipsy, detta l'esattrice, viene sulla Terra per riportare H.R. nel suo mondo perché condannato a morte poiché nella sua Terra i viaggi interdimensionali sono vietati e punibili con la pena di morte. Cisco, che se ne innamora, decide di affrontarla in un combattimento per difendere il suo amico. L'impresa sembra impossibile, ma con l'addestramento adeguato, e l'aiuto di Julian che trova il punto debole, Cisco riesce ad affrontarla e a sconfiggere Gipsy. H.R. è salvo e continuerà a collaborare con il Team. Intanto Barry dice a Wally che sarà lui a salvare Iris da Savitar.
- Guest star: Tom Felton (Julian Albert), Jessica Camacho (Gypsy/L'Esattrice), Danielle Nicolet (Cecile Horton), Andrea Brooks (Eve Teschmacher)
- Ascolti USA: telespettatori 3 060 000[22]
- Ascolti Italia: telespettatori 1 015 000 – share 4,68%[23]

## Intoccabile
- Titolo originale: Untouchable
- Diretto da: Rob Hardy
- Scritto da: Brooke Roberts e Judalina Neira

### Trama
Barry e Wally si sfidano per vedere quale dei due è più veloce; vince Barry, solo perché riesce a trapassare un edificio vibrando molto più velocemente, distaccando Wally. Dopodiché, al ristorante italiano Luigi's, viene ritrovato dalla polizia il cadavere del cuoco del locale, tutto putrefatto, anche se la sua morte risale solo a otto ore prima. Portano il cadavere ai Laboratori Star, e qui Iris si accorge che il ristorante in questione era nei titoli del futuro. Quando Julian e Caitlin si accingono a fare l'autopsia, scoprono che il cadavere è già diventato polvere: non può che essere qualcosa di meta-umano. Intanto scopriamo il volto del meta-umano, un uomo brizzolato, che fa un'altra vittima: Julio Mendez. Grazie a lui scoprono che il meta-umano sta prendendo di mira coloro che in Flashpoint erano poliziotti. Dall'autopsia che Caitlin e Julian effettuano sul corpo si scopre che anche questo meta-umano ha ricevuto i poteri da Alchemy. Poi da Jitters la famiglia West incontra la figlia di Cecile, Joanie, una fan di Kid Flash, ma l'incontro viene interrotto dal meta-umano, Clive Yorkin. Vuole attaccare Joe West, perché lui e i poliziotti che l'hanno fatto arrestare in Flashpoint, e per salvare tutte le persone nel cafè interviene Kid Flash che, non potendo toccarlo, fa aria con le braccia mettendolo KO. Barry preoccupato dice a Joe che deve stare ai laboratori, e Iris gli dice che avrebbe potuto ucciderlo, ma lui dice che non ha paura e che non morirà nessuno oggi, e così raccontano a Joe della morte di Iris nel futuro. Alla sera, Iris si trova in casa il meta-umano, che le tocca il braccio, iniziando la decomposizione. Per fermarla chiedono a Caitlin di gelarle il braccio con i suoi poteri, e ce la fa senza diventare Killer Frost, con l'aiuto di Julian. Intanto, con i poteri di Cisco, riescono a capire chi sarà la prossima vittima: la detective Stone, che in Flashpoint ha arrestato Yorkin. Joe va a convincerla che è in pericolo, ma lei sale lo stesso sul treno che doveva prendere. Julian scopre che il sangue di Yorkin è l'esatto contrario di quello di Barry, e quindi con il suo sangue possono sconfiggerlo. Yorkin fa crollare un pilastro sui binari, e Flash vibrando follemente riesce a fare passare tutto il treno attraverso i detriti, salvando i passeggeri. Barry è sfinito, e così tocca a Wally fermare Yorkin: si taglia il palmo della mano, e vibrando fa passare la sua mano attraverso di lui, privandolo dei poteri. Iris sopravvive, e Barry rassicura Joe che lei non morirà. Caitlin ringrazia Julian per l'aiuto, e i due finiscono per andare a bere qualcosa insieme. Nella scena finale, mentre Wally è ai Laboratori Star e fa pratica con la tecnica della vibrazione, ricompare Jesse, la figlia di Wells di Terra 2, dicendo che Grodd ha rapito suo padre.
- Guest star: Tom Felton (Julian Albert), Violett Beane (Jesse Quick), Danielle Nicolet (Cecille Horton), Matthew Kevin Anderson (Clive Yorkin), Alex Désert (Julio Mendez), Riley Jade Berglund (Joanie), Caitlin Stryker (Laura Stone)
- Ascolti USA: telespettatori 2 910 000[24]
- Ascolti Italia: telespettatori 884 000 – share 4,17%[25]

## Attacco a Gorilla City
- Titolo originale: Attack on Gorilla City 1
- Diretto da: Dermott Daniel Downs
- Scritto da: Andrew Kreisberg (soggetto); Aaron Helbing e David Kob (sceneggiatura)

### Trama
Jesse è arrivata da Terra 2, dicendo che suo padre è scomparso a Gorilla City. Dai gorilla avevano ricevuto un invito ad andare nella loro città, per incontrarli, così organizzarono una spedizione con dieci persone. Vedendo che non rispondevano, andarono a cercarli, ma trovarono tutti morti tranne Wells. Tra i titoli del giornale del futuro c'era anche "la città ancora in ripresa dopo l'attacco dei gorilla", così a Barry viene l'idea che se li fermano riescono a cambiare una parte del futuro. Il team decide allora di andare a salvare Wells e fermare i gorilla, e partono Cisco, Caitlin, Barry e Julian. Arrivati su Terra 2 vengono rapiti dai gorilla e rinchiusi in celle che tolgono loro i poteri. Trovano Wells, ma è Grodd a controllarlo, e dice a Barry che ha bisogno del suo aiuto: il leader dei gorilla, Solovar, vuole attaccare la Terra. Barry, in quanto intruso, verrebbe ucciso nell'arena, ma se sconfiggesse Solovar gli altri gorilla vedrebbero la sua debolezza, e Grodd diverrebbe il nuovo leader, evitando così la guerra contro Terra 1. Intanto su Terra 1 Wally e Jesse fermano una rapina, e poi discutono: lei è così fredda con Wally perché ora che lui ha i poteri è completo, ma Wally le dice che non è completo senza di lei, e le chiede di restare su Terra 1. Su Terra 2 Barry va nell'arena e sconfigge Solovar, ma non lo uccide; Barry viene così riportato in prigione, e una volta lì scopre insieme agli altri che Grodd li ha ingannati: Solovar non voleva una guerra, Grodd sì. A Grodd ora serve Cisco, per aprire una breccia per Terra 1 e tornare a casa. Il team architetta un piano: Caitlin congela Barry in modo che sembri morto, così Grodd lo tira fuori dalla cella. Barry così libera i suoi amici e riescono a tornare su Terra 1, salvando anche Wells. Alla fine di questo episodio, si vede Grodd che controlla Gipsy, dicendo che sarà lei ad aprire una breccia per Terra 1.
- Guest star: Tom Felton (Julian Albert), Violett Beane (Jesse Quick), Jessica Camacho (Gypsy), Keith David (Solovar), David Sobolov (Grodd)
- Ascolti USA: telespettatori 2 780 000[26]
- Ascolti Italia: telespettatori 634 000 – share 3,02%[27]

## Attacco a Central City
- Titolo originale: Attack on Central City 2
- Diretto da: Dermott Daniel Downs
- Scritto da: Todd Helbing (soggetto); Benjamin Raab e Deric A. Hughes (sceneggiatura)

### Trama
L'episodio si apre con H.R. che ha addobbato di festoni i Laboratori Star per San Valentino. Jesse ha deciso di rimanere su Terra 1, e lo comunica a suo padre, che stranamente accetta di buon grado. Poi appare Gipsy, che attacca Barry. La rinchiudono in cella, stordendola, ma quando si riprende non ricorda di essere arrivata lì, ricorda solo che era su Terra 2 a inseguire un fuggitivo in una foresta. Capiscono che era Grodd a controllarla, e che quindi i gorilla sono arrivati su Terra 1, ma non riescono a trovare lui e il suo esercito. Cisco chiede aiuto a Gipsy, ma lei si rifiuta e se ne va. Intanto Wells sta cercando di migliorare l'attrezzatura di Cisco per fargli vedere il futuro, in modo da prevenire l'attacco di Grodd, e dice a Wally di essere malato gravemente, che non gli resta molto tempo, e che quindi Jesse forse dovrebbe stare con lui per il tempo che gli rimane. Cisco poi con i suoi poteri potenziati da Wells riesce a vedere un possibile luogo dell'incontro. Allora tutti si precipitano lì, ma Grodd si impadronisce della mente di Joe e gli fa premere il grilletto contro sé stesso, ma Barry riesce a salvarlo. Dopo ciò il team vuole usare la mente di Joe per entrare nei ricordi che ha di Grodd; intanto Wally parla con Jesse di suo padre, ma lei capisce subito che si è inventato tutto per non farla restare. Tramite dei magneti posti sulla testa di Joe, lui riesce a disegnare un volto di un uomo, e ora il problema è solo capire chi sia. Intanto, un generale con lo stesso volto disegnato da Joe, entra in una base di trasporto dei missili nucleari. Ai Laboratori Star, grazie a un'intuizione di H.R., riescono a individuare che il volto del disegno appartiene al generale Matthew McNally. Il generale potrebbe fare partire delle testate nucleari, così Cisco ha impostato un allarme se dovesse succedere e, guarda caso, l'allarme suona. Barry corre per sventare il lancio dei missili, e quando mancano pochi secondi riesce a trovare la combinazione di numeri esatta per fermarlo. A questo punto i gorilla si fiondano in città; Barry corre ad affrontarli, mentre Cisco va su Terra 19 per chiedere aiuto a Gipsy, che stavolta accetta. Wally e Jesse non riescono a fermare i gorilla; Barry si scontra con Grodd, che gli dice che per vincere dovrà ucciderlo. Ma Barry ha un asso nella manica: arrivano Cisco e Gipsy, con Solovar. I due cominciano a combattere, e alla fine vince Solovar, che torna al comando dell'esercito di gorilla. Barry ferma Solovar dall'uccidere Grodd, dicendo di risparmiargli la vita come Barry ha fatto con lui, e di lasciarlo su Terra 1. Solovar accetta, e chiede che li riportino tutti a casa loro. Riportati Gipsy bacia Cisco e se ne va. Anche Wells torna su Terra 2. Alla sera, quando Iris torna a casa, la trova invasa di fiori, e Barry le chiede di sposarlo. Nel frattempo, a casa di Joe, Wally e Jesse si scambiano effusioni amorose mentre guardano la TV ma poco dopo la ragazza gli chiede di andare a prendere un panino dall'altra parte della città: Wally esegue l'ordine ma in quel momento compare Savitar che gli piomba addosso.
- Guest star: Violett Beane (Jesse Quick), Jessica Camacho (Gypsy), Keith David (Solovar), David Sobolov (Grood), Sean Poague (Accelerated Man)
- Ascolti USA: telespettatori 2 870 000[28]
- Ascolti Italia: telespettatori 770 000 – share 3,79%[29]

## La collera di Savitar
- Titolo originale: The Wrath of Savitar
- Diretto da: Alexandra La Roche
- Scritto da: Andrew Kreisberg e Andrew Wilder

### Trama
Julian è tornato da Londra, e ai Laboratori Star c'è un clima di festa. Barry e Iris annunciano il loro fidanzamento a tutto il team. Ritornano alla realtà con un incendio da spegnere, e Barry e Wally corrono. Ma Wally viene fermato da Savitar, che lo attacca: la cosa strana è che solo lui può vederlo, Barry no. Dice di vederlo da una settimana, e forse Savitar può usarlo, per questo viene escluso dal team. Il team decide di volere parlare di nuovo con Savitar, per scoprire dove sia. Julian si sottopone di nuovo e funziona: Savitar dice di essere imprigionato, così tanto da impazzire. Dice anche che loro gli hanno portato via tutto; insinua il dubbio che non si siano liberati veramente della Pietra Filosofale. Il team trova i seguaci di Savitar, in possesso dello stesso contenitore della Pietra Filosofale, e Barry glielo ruba. Intanto Wally si esercita, ma è più lento, perché si sente escluso e ha paura. Chiede a Cisco di mostrargli quando Iris verrà uccisa, e Cisco accetta. Così si scopre un particolare: quando Savitar uccide Iris lei non aveva l'anello di fidanzamento. Iris si sente così delusa, perché credeva che Barry la volesse sposare per amore. Poi si scopre che Caitlin ha tenuto un piccolo pezzo della Pietra, perché vorrebbe usarla per togliersi i poteri. Così decidono di fare un'altra seduta con Julian/Savitar, per localizzarlo; il risultato è tutta Central City. Nel frattempo Wally vuole tornare a essere utile nel team, ma Savitar gli compare sotto forma di sua madre, che gli dice che deve smetterla di correre. Allora Wally capisce che è Savitar a parlare, e quest'ultimo gli dice che quando riuscirà a prendere l'ultimo pezzo della Pietra allora moriranno tutti. Così Wally prende il pezzo della Pietra, e la lancia nella Forza della Velocità. Ma nel farlo viene risucchiato dentro, e al suo posto esce Savitar. Barry corre sul posto e i due lottano, finché Savitar non gli trafigge una spalla con un pezzo della sua armatura. Barry taglia questo pezzo, e torna ai laboratori in fin di vita, ma riescono a estrarlo e Barry sopravvive.
- Guest star: Tom Felton (Julian Albert), Violett Beane (Jesse Quick), Vanessa Williams (Francine West), Andre Tricoteux (Savitar), Blair Penner (Craig)
- Ascolti USA: telespettatori 2 520 000[30]
- Ascolti Italia: telespettatori 527 000 – share 2,62%[31]

## Dentro la Forza della Velocità
- Titolo originale: Into the Speed Force
- Diretto da: Gregory Smith
- Scritto da: Brooke Roberts e Judalina Neira

### Trama
Dopo che Wally è stato attirato dentro la forza della velocità Barry decide di andare a salvarlo. Entra così nella Forza della Velocità con l'aiuto di Cisco, e si ritrova nella centrale di polizia di Central City, dove rincontra una versione di Eddie Thawne creata dalla Forza della Velocità, che gli dice che non possono fargli liberare Wally e che deve pagare per avere creato Flashpoint. Intanto sulla Terra Jesse vuole rintracciare Savitar, tramite il pezzo che ha trafitto Barry, e ci riesce: su consiglio di H.R. riesce a trovare un punto debole sotto l'armatura di Savitar e a ferirlo, dimostrando che quindi non è un Dio, ma solo un uomo con un'armatura. Barry nel frattempo, dopo essere riuscito a sfuggire ad Hunter Zolomon/Flash Nero, trova Wally nell'ospedale, intrappolato a guardare sua madre morire ancora e ancora. Una versione di Ronnie e di Leonard Snart cercano di fermarlo dal raggiungere Wally nella stanza, ma con l'aiuto di Jay Garrick, chiamato da Cisco, riesce a sconfiggerli. Jay prende il posto di Wally nella Forza della Velocità, e Barry e Wally ritornano sulla Terra. Barry ha imparato una nuova lezione: dovrà essere lui ad affrontare Savitar, non Wally. Jesse decide di andare su Terra 3 al posto di Jay, finché non lo libereranno. I rapporti tra Barry e Iris sono ancora scossi, e lui decide che per ora devono prendere un po' le distanze.
- Guest star: Tom Felton (Julian Albert), Violett Beane (Jesse Quick), Rick Cosnett (Eddie Thawne), Robbie Amell (Ronnie Raymond), Wentworth Miller (Leonard Snart/Captain Cold), John Wesley Shipp (Jay Garrick/Flash di Terra-3), Andre Tricoteux (Savitar)
- Ascolti USA: telespettatori 2 390 000[32]
- Ascolti Italia: telespettatori 656 000 – share 3,19%[33]

## Duetto
- Titolo originale: Duet
- Diretto da: Dermott Daniel Downs
- Scritto da: Greg Berlanti e Andrew Kreisberg (soggetto); Aaron Helbing e Todd Helbing (sceneggiatura)

### Trama
Questo episodio è la seconda parte di un crossover con Supergirl. Mon-El e J'onn portano Kara svenuta su Terra-1, per vedere se il Team Flash riesce a capire che cos'ha. Compare di nuovo l'alieno apparso in Supergirl, che poi scopriremo chiamarsi Music Meister, e ipnotizza con i suoi poteri anche Barry. Quest'ultimo si risveglia in un locale anni '30, dove vede Kara che sta cantando su un palco. I due capiscono, grazie alle parole del misterioso alieno, di essere in un musical, e che per poterne uscire devono seguire la trama. Vengono poi catturati dal Bugsye Foss, quello che ha le sembianze di Joe West, ma che nel musical è un gangster insieme a un finto Martin Stein, uno scagnozzo del finto Joe. I due vogliono che Barry e Kara trovi sua figlia Millie. Grazie all'aiuto di un dipendente del bar, la trovano in un appartamento: Millie non è altro che Iris, che in quel momento sta baciando Tommy Morran, un finto Mon-El e figlio di Cutter Morran, un finto Malcolm Merlyn canterino. Barry e Kara sono sconvolti, ma parlando capiscono il loro problema: Millie e Tommy sono figli di due gangster rivali, che non permetteranno mai ai loro figli di stare insieme. Barry e Kara li convincono a parlare con i loro genitori, per fargli capire che loro sono felici così: sembrano quasi riuscirci, tramite delle belle canzoni sembrano quasi d'accordo, ma poi si preparano a una guerra. Grazie alle parole di Tommy e Millie, Barry e Kara capiscono quanto siano per loro importanti, e che li amano davvero. Intanto, sulla terra, Kid Flash riesce a stordire Music Meister, e a imprigionarlo. Da lui capiscono che il modo per liberare Barry e Kara è solo l'amore. Nel musical, Barry e Kara sentono una sparatoria, e si mettono in mezzo, cercando di fermarli (anche se qui non hanno i loro poteri) ma rimangono gravemente feriti, stanno quasi per morire: ma arrivano in loro aiuto la vera Iris e il vero Mon-El, che con un bacio li riportano sulla Terra. Intanto Music Meister si è liberato dalla cella, e dice loro che voleva solo dargli una lezione: l'amore. E così sparisce, e tutto torna alla normalità. Alla fine con una bellissima e romantica canzone, Barry dice a Iris quanto la ama, le chiede di nuovo di sposarlo e Iris accetta.
- Guest star: Victor Garber (Martin Stein/Digsy's Husband), Melissa Benoist (Kara Zor-El / Kara Danvers / Supergirl), Chris Wood (Mon-El/Tommy Moran), John Barrowman (Malcolm Merlyn/Cutter Moran), David Harewood (J'onn J'onzz / Martian Manhunter), Jeremy Jordan (Winslow "Winn" Schott Jr/Grady), Michelle Harrison (Nora Allen), Darren Criss (Music Meister)
- Ascolti USA: telespettatori 2 710 000[34]
- Ascolti Italia: telespettatori 710 000 – share 3,34%[35]

## Abra kadabra
- Titolo originale: Abra Kadabra
- Diretto da: Nina Lopez-Corrado
- Scritto da: Andrew Kreisberg (soggetto); Brooke Roberts e David Kob (sceneggiatura)

### Trama
Di sera alle Star Industrie, mentre due guardie notturne fanno il giro di controllo, appare un misterioso personaggio che ruba una tecnologia e uccide le guardie in un modo del tutto singolare e apparentemente impossibile: infatti le fa morire affogate nel posto in cui era conservata la tecnologia.
Il mattino dopo mentre stanno facendo colazione con Cecile, Iris racconta a lei e Joe di come Barry, anche lui lì presente, le abbia chiesto di sposarlo, ma dopo Joe e Barry vanno ai laboratori S.T.A.R. dove Cisco dice loro che il futuro non è cambiato; in seguito, mentre Joe e Barry si recano alle Stag Industries per esaminare la scena del crimine, Cisco capisce che il rapporto tra Julian e Caitlin si è complicato.
Mentre esaminano la scena del crimine, Cisco chiama Barry dicendogli che il ladro sta ora colpendo le Kord Industries e, quando Flash si reca lì e incontra il ladro, costui, dopo essersi meravigliato di avere visto Flash così giovane, rivela di sapere chi sia, e, soprattutto, dice di sapere tutto su Savitar, compresa la sua identità; mentre Flash affronta il ladro, arriva Gipsy in suo soccorso ma il ladro fugge comunque.
Ai laboratori S.T.A.R. Gipsy rivela al team che il ladro si fa chiamare Abra kadabra e dice che è un ladro del 64º secolo che possiede una nanotecnologia nel corpo che lo rende capace di fare cose, da lui naturalmente chiamati "trucchi", sensazionali; Gipsy inoltre dice anche che Abra kadabra è in cima alla lista dei peggiori ricercati di terra-19, siccome qualche anno prima, dopo essere arrivato sulla loro terra aveva rubato molte tecnologie e fatto varie vittime.
Il team accetta di lavorare con Gipsy, specialmente Cisco che ci prova continuamente, ma Iris, Barry e Joe sono d'accordo sul fatto di catturare kadabra e di non consegnarlo a Gipsy, intenzionata a portarlo si terra-19 affinché venga ucciso, prima che egli abbia loro rivelato l'identità di Savitar.
Dopo averlo rintracciato, Flash, KidFlash, Vibe e Gipsy vanno a catturarlo ma scoprono che kadabra si trova ai laboratori S.T.A.R. dove attacca Caitlin, Julian e Joe ma viene fermato da Flash.
Chiuso nella cella, kadabra propone un accordo a Barry: se lui lo lascerà andare egli gli svelerà l'identità di Savitar; Barry inizialmente vorrebbe accettare ma viene convinto a non farlo da Iris, mentre Cisco scopre che Gipsy vuole kadabra morto per un fatto personale e Caitlin cerca di scusarsi con Julian per avere tenuto un pezzo della pietra.
Mentre Cisco ci prova con Gipsy, Joe, disposto a tutto pur di salvare la figlia acconsente all'accordo ma Gipsy, avvisata dall'allarme raggiunge kadabra il quale scappa proprio mentre stava per rivelare l'identità di Savitar: esso va nella volta temporale di Eobard Thawne e prende una piccola sfera luminosa e, nel tentativo di ricatturarlo Caitlin rimane gravemente ferita. Per curarla ci sarebbero due modi: toglierle la collana in modo tale che il tessuto si rigeneri oppure operare facendosi guidare da lei stessa; Caitlin obbliga il team a scegliere la seconda.
Mentre Julian porta a termine l'operazione con successo, Gipsy litiga con Joe per la fuga di kadabra e viene rimproverata da Cisco, al quale spiega che lei insegue kadabra da quando egli uccise il suo compagno di lavoro e di vita. In seguito il team capisce che lo scopo di kadabra è di costruire una navetta temporale per tornare nel futuro e, mentre kadabra prova a fuggire, dopo uno scontro in giro per la città Barry riesce a fermarlo.
Il team decide di lasciare che Gipsy porti con sé kadabra, ma prima Barry supplica kadabra di dirgli l'identità di Savitar ma egli non cede e dice di essere invece felice poiché aveva sempre invidiato Savitar per avere distrutto Barry il quale per riprendersi dalla perdita di Iris ci aveva messo anni, ma adesso che Barry lo aveva supplicato si sentiva potente come il Dio della velocità.
Dopo la partenza di Gipsy, Cisco si confida con Caitlin sul fatto che era preoccupato per HR, appena tornato da loro, e fa promettere a Caitlin che non avrebbe parlato del fatto che Cisco era stato in pensiero per HR: ma improvvisamente Caitlin ha un arresto cardiaco e sono vani gli sforzi di Julian, Cisco e HR di rianimarla così Caitlin muore e Julian in preda alla disperazione le strappa la collana in modo tale che, diventando Killer Frost Caitlin guarisca; ciò accade ma KillerFrost attacca i tre dimostrando di avere avuto la meglio su Caitlin.
Intanto a casa West, Barry capisce che Thawne e Savitar sono sempre stati un passo avanti a lui perché venivano dal futuro e sapevano ciò che sarebbe successo; quindi comunica a Joe e Iris di volere andare nel futuro, o meglio, nel 2024.
- Guest Star: Tom Felton (Julian Albert), David Dastmalchian (Abra Kadabra), Jessica Camacho (Gipsy), Danielle Nicolet (Cecile Horton)
- Ascolti USA: telespettatori 2 390 000[36]
- Ascolti Italia: telespettatori 596 000 – share 3,19%[37]

## Flash eterno
- Titolo originale: The Once and Future Flash
- Diretto da: Tom Cavanagh
- Scritto da: Carina Adly MacKenzie

### Trama
Killer Frost riesce a fuggire dai laboratori. Barry decide di viaggiare nel futuro e finisce nell'anno 2024, dove scopre che Mirror Master e Top hanno preso il controllo della criminalità, il se stesso futuro si è ritirato, Cisco ha perso le mani, Wally è paralizzato e Caitlin è rinchiusa ad Iron Heights con Julian come custode. Killer Frost ammette di sapere chi è Savitar ma si rifiuta di dirlo al Barry passato. Resosi conto di non potere carpire informazioni su Savitar Barry passato decide comunque di aggiustare il futuro e convince il Team Flash futuro a riunirsi e sconfiggere Mirror Master e Top. Il Flash futuro dice di non sapere l'identità di Savitar ma dona al Barry passato una chiavetta con le informazioni su Tracy Brand, colei che nel 2021 ha costruito la trappola per Savitar, in modo tale che possano trovarla prima. Con le informazioni in suo possesso Barry torna nel presente e consegna la chiavetta, avvertendo inoltre il Team che Caitlin si alleerà con Savitar di lì a poco. Camminando nella foresta Killer Frost incontra Savitar che le dice di fidarsi di lui e come prova esce dall'armatura, ottenendo l'obbedienza di Killer Frost.
- Guest Star: Tom Felton (Julian Albert), Grey Damon (Sam Scudder/Mirror Master), Ashley Rickards (Rosalind Dillon/Top)
- Ascolti USA: telespettatori 2 670 000[38]
- Ascolti Italia: telespettatori 565 000 – share 2,84%[39]

## So chi sei
- Titolo originale: I Know Who You Are
- Diretto da: Hanelle Culpepper
- Scritto da: Bronwen Clark e Joshua V. Gilbert

### Trama
L'episodio inizia con Barry che affronta Savitar in una strada. Killer Frost inizia, su ordine di Savitar, a rintracciare e colpire Tracy Brand presso l'Università di Central City, ma viene fermata nell'intento da Barry e Cisco. Tracy va ai laboratori S.T.A.R. in cui viene informata del suo futuro. Killer Frost decide di rapire Cecile, la fidanzata di Joe, chiedendo in cambio Tracy, ma il suo piano fallisce portando a una battaglia tra lei e Cisco. Viene sconfitta e viene portata via da Savitar, ma non prima che Cisco le prelevi del sangue per potere creare un siero. Nel frattempo Joe confessa i suoi sentimenti a Cecile e le rivela degli alter ego di Barry e Wally. HR si accorge di avere sentimenti per Tracy. Più tardi Tracy, ispirata dagli avvenimenti, pianifica la trappola. La sera a casa West, mentre Joe sta parlando, Barry ha una rivelazione sull'identità di Savitar e corre via. Affronta Savitar sulla strada e gli dice di sapere chi è: Savitar non conosce tutti gli avvenimenti, bensì li ricorda perché egli sotto l'armatura è proprio Barry stesso. A questo punto Savitar esce dall'armatura e si rivela come il Barry del futuro.
- Guest Star: Tom Felton (Julian Albert), Anne Dudek (Tracy Brand), Danielle Nicolet (Cecile Horton)
- Ascolti USA: telespettatori 2 690 000[40]
- Ascolti Italia: telespettatori 511 000 – share 2,84%[41]

## Causa ed effetto
- Titolo originale: Cause and Effect
- Diretto da: David McWhirter
- Scritto da: Judalina Neira e Lauren Certo

### Trama
Il futuro Barry spiega al suo io più giovane di essere un duplicato temporale, creato dal suo sé futuro mentre combatteva Savitar stesso. Dopo essere stato abbandonato dal Team Flash, il futuro Barry divenne depresso e tornò indietro nel tempo fino a diventare Savitar. Egli è quindi un loop: Barry, per sconfiggere il malvagio velocista, creerà dei residui temporali, poi Savitar li ucciderà tutti, tranne uno. Quel residuo temporale sopravvissuto poi tornerà indietro per crearsi da solo e rivivere tutto. Inoltre Savitar ha bisogno di uccidere Iris in modo che Barry sarà costretto a crearlo in futuro. 
Cisco propone di impedire a Savitar di ricordare una delle sue strategie impedendo a Barry di creare nuovi ricordi, ma errori di calcolo fanno sì che Barry perda la memoria. Savitar perde anche tutti i suoi ricordi, facendo scomparire i poteri di Wally, dal momento che Savitar non glieli ha mai dati. Un piromane di nome Lucious Coolidge viene rilasciato a causa dell'incapacità di Barry di testimoniare correttamente. Killer Frost aiuta Cisco e Julian a sviluppare un modo per Barry di recuperare i suoi ricordi in modo che anche Savitar possa farlo. Quando Coolidge appicca un incendio Iris aiuta Barry a recuperare i suoi ricordi in tempo per fermare il fuoco con l'assistenza di Wally. Tracy e H.R. sviluppano una storia d'amore. Tracy quindi mostra alla squadra la trappola della forza di velocità completata, che richiede una quantità elevata di energia. La scena finale taglia in una stanza che ha una fonte di energia aliena, oltre a King Shark.
- Guest Star: Tom Felton (Julian Albert), Anne Dudek (Tracy Brand), Danielle Nicolet (Cecile Horton), Richard Zemen (Lucius Coolidge/Heat Monger)
- Ascolti USA: telespettatori 2 710 000[42]
- Ascolti Italia: telespettatori 615 000 – share 3,79%[43]

## Infantino Street
- Titolo originale: Infantino Street
- Diretto da: Michael Allowitz
- Scritto da: Andrew Kreisberg (soggetto); Grainne Godfree (sceneggiatura)

### Trama
A 24 ore dalla morte di Iris il Team Flash apprende che esiste una sola fonte di energia in grado di alimentare il "Speed Force Bazooka", una tecnologia Dominator salvata presso una struttura A.R.G.U.S. Barry e Cisco chiedono a Lyla di poterla prendere, ma lei rifiuta a causa della sua sfiducia nei confronti di Barry a causa della sua creazione di Flashpoint. Barry poi visita Snart nel 1892, quando era in viaggio con le Leggende, e lo recluta per farsi aiutare a entrare in A.R.G.U.S. e rubare il dispositivo. Nel processo gli agenti alla fine catturano Barry e Snart, ma Lyla, vedendo la gentilezza nelle azioni di Barry, permette a Barry di prendere il dispositivo. Snart consiglia a Barry di usare la bontà in lui per sconfiggere Savitar. Tracy decide di unirsi al team. Cisco ha vibrazioni sulla sua battaglia con Killer Frost e parte per combatterla. Joe cerca di nascondere Iris da Savitar sulla Terra-2 con Harry ma i futuri trucchi di Barry portano H.R. a rivelare la sua posizione. Savitar attacca Terra-2, spezza la gamba di Wally e rapisce Iris di fronte a un Joe inorridito. 
Arrivati quindi sul luogo della morte di Iris (che Barry vide quando lanciò la pietra nella forza della velocità mesi prima), Flash usa il "Speed Force Bazooka" su Savitar, ma fallisce scoprendo che la Pietra Filosofale è in grado di neutralizzarlo, in quanto composta da energia calcificata della forza della velocità. Savitar quindi pugnala Iris di fronte a tutto il team Flash, agli occhi increduli di Barry, che non è stato abbastanza veloce da impedirlo.
- Guest Star: Anne Dudek (Tracy Brand), Wentworth Miller (Leonard Snart/Capitan Cold), Audrey Marie Anderson (Lyla Michaels), David Hayter (Shay Lamden di Terra-2/King Shark)
- Ascolti USA: telespettatori 2 480 000[44]
- Ascolti Italia: telespettatori 403 000 – share 2,57%[45]

## La linea del traguardo
- Titolo originale: Finish Line
- Diretto da: David McWhirter
- Scritto da: Aaron Helbing e Todd Helbing

### Trama
H.R. rivela che ha scambiato posto con Iris e muore. Realizzando che Iris non è morta Savitar rapisce Cisco e lo costringe a modificare il Bazooka in uno "splicer quantico interdimensionale". Questo permetterà a Savitar di disperdersi nel tempo e di proteggerlo dal paradosso che minaccia di cancellarlo. Barry incontra Savitar, credendo di poterlo riscattare e vanno ai laboratori. Anche se Barry e Iris cercano di mettersi in contatto con lui Savitar distrugge il laboratorio e ordina a Caitlin di uccidere Cisco, ma Gypsy lo salva. Savitar e Killer Frost aprono un portale nella forza della velocità. Da essa fuoriesce Zoom, che prova ad intervenire, ma viene subito congelato da Caitlin. Savitar tenta quindi di eseguire il suo piano, tuttavia Cisco ha modificato il Bazooka in una "chiave scheletro" che libera Jay Garrick dalla prigione della forza della velocità. Barry, Wally e Jay combattono Savitar, mentre Cisco, con l'aiuto di Gyspy, convince Caitlin ad abbandonare Savitar. Barry attraversa e distrugge l'armatura di Savitar. Quest'ultimo, furioso, cerca di uccidere Barry alle spalle, ma Iris gli spara facendolo cadere a terra mentre il paradosso lo raggiunge e lo cancella dall'esistenza. Mentre il Team Flash piange H.R. Caitlin decide di non usare la cura di Julian, lasciando la squadra in modo che possa trovare il suo scopo. Più tardi una tempesta di energia appare su Central City, causata dal fatto che la prigione della forza della velocità è vuota. Barry spiega che deve espiare per avere creato Flashpoint ed entra nella prigione, affidando Central City a Iris e alla squadra.
- Guest Star: Tom Felton (Julian Albert), Anne Dudek (Tracy Brand), Jessica Camacho (Gipsy), John Wesley Shipp (Jay Garrick/Flash di Terra-3), Michelle Harrison (Nora Allen)
- Ascolti USA: telespettatori 3 040 000[46]
- Ascolti Italia: telespettatori 410 000 – share 2,80%[47]